# Povijest Laosa
Povijest Laosa prema službenom učenju iz školskih knjiga u Laosu, počinje od 1353., kada je nakon propasti kraljevstva Nanzhao čije je središte bilo u južnoj Kini u 14. stoljeću na području Laosa uzdiglo se kraljevstvo Lan Xang, koje je na svom vrhuncu bilo jedno od najvećih u jugoistočnoj Aziji. Ali povijest Laosa seže dublje u prošlost. Poznata povijest regije, kojoj pripada i Laos slijedi iz migracije Tajskih naroda. U 13. stoljeću, Tajski narodi izgradili su prve države i različite plemenske zajednice pod vladarima, koji su njegovali kvazi-božanski autoritet i kraljevski status.
Lan Xang sa značenjem "Milijun slonova" bila je kraljevina, koja je postojala od 1353. do 1707. godine, a nalazila se na prostoru današnjeg Laosa. U 14. stoljeću kraljević Fa Ngum ujedinio je narod, koji je živio na prostoru današnjeg Laosa. Fa Nguma je vrlo mladog iz Seng Dong-Seng Tonga (tadašnje tai ime za Luang Prabang) protjerao njegov otac u Angkor, gdje je stekao kmersko obrazovanje. On se vraća u rodni grad i osvaja svoju zemlju pripajajući joj još dvije pokrajine, ustanovljujući na taj način po prvi put u povijesti ujedinjene teritorija na prostoru današnjeg Laosa.
Kraljevstvo Luang Prabang bilo je kraljevstvo u južnoistočnoj Aziji na području današnjeg Laosa. Nastaje 1701. godine raspadom kraljevstva Lan Xan], a obuhvaćalo je glavni grad Luang Prabang kao i provincije na sjeveru Laosa. Unutarnje borbe oslabile su Kraljevstvo tako, da je ono praktično bilo ovisno o jakom susjednom kraljevstvu Siam (obuhvaćalo današnji Tajland, Vijetnam i Burmu) kojem je plaćalo porez.
U 18. stoljeću većim dijelom Laosa zavladao je susjedni Tajland. U 19. stoljeću Francuska je postupno uključila Laos u svoj kolonijalni imperij.
Godine 1945., proglašena je neovisnost Laosa, ali godinu dana kasnije ponovno se vratila francuska kolonijalna vlast. Godine 1949., konačno je Laos stekao neovisnost unutar Francuske unije. Godine 1953., stekao je punu neovisnost. Laos je teško stradao u Građanskom ratu i dijelom u Vijetnamskom ratu. Američke snage bombardirale su istočni Laos u kojem su djelovali gerilci Vijetkonga). Građanski rat je završio 1973.
Godine 1975., dogodio se nasilni komunistički prevrat i komunističko preuzimanje vlasti. Kralj je bio prisiljen abdicirati, a time je prestalo postojati i Kraljevstvo Laos i proglašena je socijalistička republika Narodna Demokratska Republika Laos. komunistički pokret Pathet Lao zbacio je kralja i proglasio republiku te učvrstio veze s Vijetnamom. Iako su komunisti još uvijek na vlasti, gospodarstvo se postupno preoblikuje po tržišnom modelu.